# Tennis Napoli Cup 2022
Tennis Napoli Cup 2022 byl tenisový turnaj hraný jako součást mužského okruhu ATP Tour na otevřených dvorcích s tvrdým povrchem městského Tennis Clubu Napoli. Dvacátý první ročník Tennis Napoli Cupu probíhal mezi 17. až 23. říjnem 2022 ve italské Neapoli. V předchozích sezónách byl hrán jako challenger. Povýšení do kategorie ATP 250 okruhu ATP Tour souviselo se zrušením podzimních turnajů v Číně kvůli proticovidovým omezením. Stal se tak jednou ze šesti událostí, které obdržely jednoletou licenci.
Turnaj dotovaný 612 000 eury patřil do kategorie ATP Tour 250. Nejvýše nasazeným singlistou se stal pátý tenista světa Pablo Carreño Busta ze Španělska, kterého ve čtvrtfinále vyřadil Miomir Kecmanović. Jako poslední přímý účastník do hlavní singlové soutěže nastoupil 96. hráč žebříčku, Francouz Hugo Grenier. V důsledku invaze Ruska na Ukrajinu na konci února 2022 řídící organizace tenisu ATP, WTA a ITF s grandslamy rozhodly, že ruští a běloruští tenisté mohli dále na okruzích startovat, ale do odvolání nikoli pod vlajkami Ruska a Běloruska.
Druhý singlový titul na okruhu ATP Tour vybojoval Ital Lorenzo Musetti, jenž se posunul na nové žebříčkové maximum, 23. místo. Berrettini postoupil o dvě příčky výše, na 14. pozici. Čtyřhru ovládli Chorvat Ivan Dodig s Američanem Austinem Krajickem, kteří získali druhou společnou trofej.

## Rozdělení bodů a finančních odměn

### Rozdělení bodů
| Soutěž       | Soutěž | vítězové | finalisté | semifinalisté | čtvrtfinalisté | 16 v kole | 32 v kole | Q  | Q2 | Q1 |
| ------------ | ------ | -------- | --------- | ------------- | -------------- | --------- | --------- | -- | -- | -- |
| dvouhra mužů | [ 2 ]  | 250      | 150       | 90            | 45             | 20        | 0         | 12 | 6  | 0  |
| čtyřhra mužů | [ 6 ]  | 250      | 150       | 90            | 45             | 0         | —         | —  | —  | —  |

### Finanční odměny
| Soutěž                              | Soutěž      | vítězové | finalisté | semifinalisté | čtvrtfinalisté | 16 v kole | 32 v kole | Q2      | Q1      |
| ----------------------------------- | ----------- | -------- | --------- | ------------- | -------------- | --------- | --------- | ------- | ------- |
| dvouhra mužů                        | [ 2 ] [ 7 ] | 93 090 € | 54 300 €  | 31 925 €      | 18 495 €       | 10 740 €  | 6 565 €   | 3 280 € | 1 790 € |
| čtyřhra mužů                        | [ 6 ]       | 32 340 € | 17 300 €  | 10 150 €      | 5 670 €        | 3 340 €   | —         | —       | —       |
| částka ve čtyřhře je uvedena na pár |             |          |           |               |                |           |           |         |         |

## Dvouhra

### Nasazení hráčů
| Stát                          | Hráč                  | ATP | Nasazení |
| ----------------------------- | --------------------- | --- | -------- |
| Španělsko                     | Pablo Carreño Busta   | 15. | 1.       |
| Itálie                        | Matteo Berrettini     | 16. | 2.       |
| Španělsko                     | Roberto Bautista Agut | 22. | 3.       |
| Itálie                        | Lorenzo Musetti       | 28. | 4.       |
| Srbsko                        | Miomir Kecmanović     | 32. | 5.       |
| Argentina                     | Sebastián Báez        | 35. | 6.       |
| Španělsko                     | Albert Ramos-Viñolas  | 40. | 7.       |
| Francie                       | Adrian Mannarino      | 44. | 8.       |
| Žebříček ATP k 10. říjnu 2022 |                       |     |          |

### Jiné formy účasti na turnaji
Následující hráči obdrželi divokou kartu do hlavní soutěže:
- Matteo Berrettini
- Flavio Cobolli
- Luca Nardi

Následující hráči postoupili z kvalifikace:
- Borna Gojo
- Nicolás Jarry
- Francesco Passaro
- Čang Č’-čen

### Odhlášení
před začátkem turnaje
- Alejandro Davidovich Fokina → nahradil jej  Bernabé Zapata Miralles
- Gaël Monfils → nahradil jej  Nuno Borges
- Brandon Nakashima → nahradil jej  Hugo Grenier
- Andrej Rubljov → nahradil jej  Taró Daniel

## Čtyřhra

### Nasazení párů
| Stát                                                                      | Hráč           | Stát      | Hráč                 | ATP | Nasazení |
| ------------------------------------------------------------------------- | -------------- | --------- | -------------------- | --- | -------- |
| Chorvatsko                                                                | Ivan Dodig     | USA       | Austin Krajicek      | 48. | 1.       |
| Itálie                                                                    | Simone Bolelli | Itálie    | Fabio Fognini        | 51. | 2.       |
| Austrálie                                                                 | Matthew Ebden  | Austrálie | John Peers           | 52. | 3.       |
| Brazílie                                                                  | Rafael Matos   | Španělsko | David Vega Hernández | 67. | 4.       |
| Žebříček ATP k 10. říjnu 2022; číslo je součtem postavení obou členů páru |                |           |                      |     |          |

### Jiné formy účasti
Následující páry obdržely divokou kartu do hlavní soutěže:
- Francesco Maestrelli /  Francesco Passaro
- Stefano Napolitano /  Andrea Pellegrino

## Přehled finále

### Mužská dvouhra
- Lorenzo Musetti vs.  Matteo Berrettini, 7–6(7–5), 6–2

### Mužská čtyřhra
- Ivan Dodig /  Austin Krajicek vs.  Matthew Ebden /  John Peers, 6–3, 1–6, [10–8]